# Aansprakelijkheid van onderwijzers voor hun leerlingen (België)
In België zijn onderwijzers en ambachtslieden aansprakelijk voor de schade door hun leerlingen en leerjongens veroorzaakt gedurende de tijd dat ze onder hun toezicht staan.

## Rechtsgrond
Artikel 1384, vierde lid BW luidt als volgt:

De onderwijzers en de ambachtslieden, voor de schade door hun leerlingen en leerjongens veroorzaakt gedurende de tijd dat deze onder hun toezicht staan.

## Onderwijzers en ambachtslieden
Onderwijzers en ambachtslui zijn in dit geval aansprakelijk, op een gelijkaardige manier als ouders. De gedachte hierachter is dat ouders het toezicht over hun kinderen overdragen aan de onderwijzers voor de duur van de schooltijd.
Voor de toepassing van deze aansprakelijkheidsregeling is vereist dat de onderwijzer effectief de hoedanigheid van onderwijzer heeft. Een onderwijzer kan worden gedefinieerd als een natuurlijk persoon die onderwijs verstrekt. Deze onderwijsverstrekking wordt sinds 1986 door het Hof van Cassatie ruim opgevat als elke vorm van kennisoverdracht. Het omvat niet enkel technische of intellectuele kennis in lesverband, maar ook andere vormen van onderricht van bijvoorbeeld wetenschappelijke, professionele, zedelijke, wetenschappelijke of maatschappelijke aard.
De vraag of iemand (al dan niet) onderwijs verstrekt, moet steeds in concreto worden beoordeeld. Studiemeesters, auto-instructeurs, sportleraars en sportmonitoren worden als onderwijzers beschouwd, indien zij effectief enig onderricht geven. Personen die geen onderwijs verschaffen, zoals bijvoorbeeld toezichthouders op speelplaatsen, begeleiders op schoolbussen en jeugdleiders zijn geen onderwijzers. Opvoeders in instellingen voor bijzonder onderwijs en personeelsleden van een tehuis voor het herinschakelen van jonge gehandicapten in de samenleving zijn ook onderwijzers. Personeelsleden (waaronder opvoeders) in een medisch-psychologisch centrum zijn geen onderwijzers omdat hun opdracht erin bestaat minderjarigen te observeren met als doel een toekomstig opvoedkundig project. Stagemeesters kunnen worden beschouwd als onderwijzer, indien er sprake is van onderricht.
Onderwijsinstellingen, die rechtspersonen zijn, zijn geen onderwijzers. Ze kunnen wel aansprakelijk worden gesteld op basis van de aanstellersaansprakelijkheid als aansteller (werkgever) van de onderwijzer, of op basis van art. 1382-1383 voor een gebrekkige organisatie van het toezicht.

## Leerlingen en leerjongens
De betekenis van de termen leerlingen en leerjongens wordt ingevuld in functie van de betekenis aan het begrip onderwijs. Zij zijn diegenen die het onderwijs ontvangen. Dit kunnen zowel minderjarigen als meerderjarigen zijn. De leeftijd is toch enigszins relevant: bij meerderjarigen is namelijk minder toezicht vereist dan bij bijvoorbeeld peuters, waardoor de toezichtsverplichting van de onderwijzer minder zwaar is.

## Fout van de leerling
De onderwijzer is aansprakelijk voor een fout of minstens een objectieve onrechtmatigheid die de leerling begaat onder zijn toezicht. Een kleuterleidster is zo aansprakelijk voor de fout van een kleuter die zij onder haar toezicht heeft. Temeer is vereist dat de onrechtmatige gedraging van de leerling schade veroorzaakt aan derden. Art. 1384, vierde lid BW is níét van toepassing indien de leerling schade veroorzaakt aan zichzelf: hij kan de leraar niet op deze grond aansprakelijk stellen.
Bovendien is vereist dat de leerling de schade veroorzaakte terwijl hij onder het toezicht stond van de onderwijzer. Men spreekt van de toezichtsverplichting van de onderwijzer. Deze verplichting beperkt zich niet enkel tijdens de lesuren, maar strekt zich uit tot de uren waarin de leerling onder het toezicht staat van de onderwijzer. Bijvoorbeeld: op de speelplaats, in de gang, tijdens een schoolreis, op weg naar het zwembad enz.

## Weerlegbaar aansprakelijkheidsvermoeden
Indien een leerling een objectieve onrechtmatigheid begaat die schade veroorzaakt aan derden en dat terwijl hij onder het toezicht staat van de onderwijzer, dan wordt de onderwijzer vermoed een fout in het toezicht te hebben begaan. Ook het oorzakelijk verband tussen de schade en de fout in het toezicht wordt vermoed. 
Dit vermoeden kan weerlegd worden door de onderwijzer, door bijvoorbeeld aan te tonen dat hij géén fout in het toezicht heeft begaan, of door aan te tonen dat de schade zich tóch zou hebben voorgedaan zonder zijn fout in het toezicht. Aangezien de toezichtsverplichting een inspanningsverbintenis betreft, zal de rechter bij de beoordeling van het geleverde tegenbewijs het gedrag van de onderwijzer moeten toetsen aan dat van de bonus pater familias. De toezichtsverplichting van de onderwijzer moet met redelijkheid en realistisch benaderd worden. De rechter zal rekening houden met alle feitelijke gegevens van het voorval: de leeftijd, persoonlijkheid en karakter van de leerling, het tijdstip of de plaats van de gebeurtenis, de grootte van de groep leerlingen, de ernst van de feiten, de noodzaak van bijzonder toezicht, het (al dan niet) gevaarlijk karakter van de activiteit...
Rechtspraak hecht vooral belang aan drie elementen:
1. de leeftijd: hoe ouder de leerling, hoe minder toezicht is vereist.[22][23]
2. het gevaarlijk karakter van de activiteit: hoe gevaarlijker de activiteit, hoe meer toezicht is vereist. In een zaak verwondde een vijfjarige zijn klasgenoot tijdens het knutselen met duimspijkers, wat aanleiding gaf tot de aansprakelijkheid van de toezichthoudende leerkracht.[24]
3. het plots en onvoorzienbare karakter van de schadeverwekkende gedraging. In een andere zaak besliste het hof van beroep van Antwerpen dat een leerkracht niet aansprakelijk kon worden gesteld wanneer een kleuter plots en onverwachts een andere kleuter in het oog steekt met een rietje.[25] Hetzelfde geldt wanneer leraren een honderdtal kinderen begeleiden en hen samen met een politieagent de weg helpen oversteken, tot plots een dertienjarige de weg overloopt en onder een auto belandt.[26]

## Beperkingen
Indien de benadeelde erin slaagt om de onderwijzer aansprakelijk te stellen, zal de onderwijzer zich meestal kunnen beroepen op zijn werknemersimmuniteit. Artikel 18, eerste lid van de Wet van 3 juli 1978 betreffende de arbeidsovereenkomsten (de Arbeidsovereenkomstenwet) en artikel 2 van de Wet van 10 februari 2003 betreffende de aansprakelijkheid van en voor personeelsleden in dienst van openbare rechtspersonen schrijven respectievelijk immers het volgende voor:
Ingeval de werknemer bij de uitvoering van zijn overeenkomst de werkgever of derden schade berokkent, is hij enkel aansprakelijk voor zijn bedrog en zijn zware schuld.
Ingeval personeelsleden in dienst van openbare rechtspersonen, wier toestand statutair geregeld is, bij de uitoefening van hun dienst schade berokkenen aan de openbare rechtspersoon of aan derden, zijn zij enkel aansprakelijk voor hun bedrog en hun zware schuld. Voor lichte schuld zijn zij enkel aansprakelijk als die bij hen eerder gewoonlijk dan toevallig voorkomt.

## Aansprakelijkheid van de onderwijsinstelling
Onderwijsinstellingen kunnen doorgaans worden beschouwd als de aansteller (werkgever) in de zin van artikel 1384, vierde lid BW van de onderwijzer, waardoor zij aansprakelijk zijn voor de fouten die de onderwijzers begaan in de uitoefening van hun functie.
Daarnaast kan de onderwijsinstelling ook persoonlijk aansprakelijk worden gesteld.